# 岑港街道
岑港街道是中华人民共和国浙江省舟山市定海区下辖的一个街道办事处。该镇面积约50平方公里，辖6个新型社区，共有人口1.6万。该镇共有富翅、里钓山、中钓山、外钓山、五峙山等14个小岛，其中富翅、里钓山为有人居住的岛屿。
2013年8月28日，浙江省人民政府批复同意撤销册子乡、岑港镇建制，其行政区域改由定海区政府直辖。
2013年8月29日，舟山市人民政府批复同意撤销册子乡、岑港镇，合并设立岑港街道办事处。调整后的岑港街道陆域面积73.48平方公里，辖9个村委会，户籍人口19467人。街道办事处驻司前村新司前街2号。

## 行政区划
岑港街道下辖以下村级行政区划单位：
桥头村、涨次村、司前村、烟墩村、坞丘村、马目村、东海农场、南岙村、桃夭门村和册北村。